# Batalla de Dol
Se denomina Batalla de Dol a una serie de enfrentamientos militares librados entre el 20 y el 22 de noviembre de 1793 en el marco de la Guerra de la Vendée. Fueron las últimas grandes victorias vandeanas, pero los comandantes monárquicos no consiguieron sacar partido a estos éxitos, acabando derrotados en Le Mans.

## Antecedentes
Mientras el ejército vandeano fracasara en el asalto de Granville, el Ejército de Oeste se reorganizó en Angers después de su derrota Entrammes. El general en jefe, Jean Léchelle, fue sustituido por el general Jean Antoine Rossignol después que Alexis Chalbos sirviera interinamente. Tras seis días de intensa reorganización ordenada por Jean Baptiste Kléber, el ejército sumaba 16.000 hombres. Sin embargo, los últimos oficiales que quedaban del Ejército del Maguncia debieron ser relevados por orden del Comité de Salvación Pública. Ambas tropas terminaron por fusionarse. 
El 12 de noviembre, en Rennes se le sumaron 4.000 hombres del Ejército de las Costas de Brest y 6.000 de Ejército de las Costas de Cherburgo dirigidos por Charles William Sepher, venían desde Normandía para unírseles. 
El 17 de noviembre, los republicanos tomaron posiciones. Las tropas de Kléber, Marceau-Desgraviers y Muller formaron su línea en Couesnon. Las unidades de Bouin de Marigny ocuparon Saint-Ouen-La-Rouërie y Montanel, los de Marceau-Desgraviers acabaron en Tremblay y Muller con Boucret y Amey en Antrain. Por su parte, Tribout ocupó Pontorson con 4.000 hombres. 
El 18 de noviembre, Canuel y Amey se trasladaron a Fougères. El mismo día, Tribout entablaba batalla en Pontorson. Dos días después, la vanguardia republicana de Marigny y Westermann lanzaba su primer ataque, sin orden alguna, sobre Dol-de-Bretagne, ocupada por los vandeanos. Fue rechazada y obligada a retirarse a Pontorson. 
Kléber explicaría luego su plan a los representantes en misión Pierre Bourbotte, Pierre-Louis Prieur y Louis Turreau. Consistía en rodear a los vandeanos y conseguir el dominio absoluto del mar. Sin embargo, si bien los representantes aprobaron el plan, recibieron una carta de Westermann que pedía un ataque inmediato, seguro de la victoria; ignorando a Kléber, los representantes apoyaron de inmediato a Westermann.

## La batalla
El 21 de noviembre, a las 1 de la mañana, Westermann y Marigny con 6.000 soldados marcharon sobre Dol, mientras que Marceau con otras 6.000 plazas avanzaba desde Antrain. Rossignol quedaba en esta última localidad con 10.000 combatientes como reserva. El avance republicano fue silencio, pero de todas formas los detectaron los vandeanos. Los monárquicos se dividieron en dos: algunos marcharon con La Rochejaquelein contra Westermann mientras Stoffiet se enfrentaba a Marceau. 
A las cuatro de la mañana, Marceau finalmente forzaba a Stoffiet a retirarse a Dol, pero los republicanos, obstaculizados por la niebla matutina, no pudieron perseguirlos. La llegada de los combatientes fugitivos produjo el pánico entre las mujeres y niños que estaban en Dol. Fueron las exhortaciones de las mujeres y, después, de los sacerdotes lo que hizo que los realistas fugitivos volvieran al combate. Así, dos mil soldados vandeanos hacían un contraataque al grito de Vive le Roi! Nous allons au paradis, «¡Viva el rey! Vamos al Cielo».
Marceau pidió ayuda a Muller, pero éste estaba borracho y sus tropas desorganizadas. Entonces pidió refuerzos a Kléber. Finalmente, Rossignol llegó con nuevos contingentes republicanos pero los vandeanos los pusieron en caos cuando atacaron su flanco derecho. Estas últimas fuerzas monárquicas eran los hombres de La Rochejaquelein, que habían sorprendido a Westermann y le forzaron a huir a Antrain, pero La Rochejaquelein no le persiguió, dejó dormir a sus tropas en el campo de batalla y marchó contra Marceau. 
A las 22:00 horas, Stoffiet hacía huir a los republicanos en completa derrota. Durante la noche, los vandeanos atacaron Antrain por sorpresa, haciendo huir a sus enemigos a Rennes en completo caos. 

## Consecuencias
Gran número de republicanos se rindieron en Antrain, pero los vandeanos se dedicaron a masacrar a los heridos y a muchas mujeres de Fougères el 18 de noviembre. También fueron muertos muchos republicanos liberados anteriormente y que llevaban la cabeza afeitada como marca, pues habían jurado no volver a combatir a los realistas al momento de su liberación. A esto siguió una serie de ejecuciones sumarias a las que puso terminó la llegada de La Rochejaquelein y del padre Doussin. Varios prisioneros republicanos fueron liberados y enviados a Rennes. 